# عاصمة هيتمان
المحمية الثقافية والتاريخية الوطنية «عاصمة هيتمان» (بالأوكرانية: Гетьманська столиця)‏، هي محمية ثقافية وتاريخية أوكرانية ذات أهمية وطنية.
تأسست في 1993 على أساس مجموعة آثار طبيعية وثقافية وتاريخية؛ متعلقة بتاريخ القوزاق الأوكرانيين؛ خلال حكم الهتمانات، في موضع إقامة هتمان أوزابوروجي هوست- ديميان إجناتوفيتش وإيفان سامويلوفيتش وإيفان مازيبا وكيريلو رازوموفسكي.
تُدار المحمية من قبل وزارة الثقافة وسياسة المعلومات الأوكرانية.

## الوصف
تضم المحمية 39 موقعًا للتراث الثقافي. هذه هي معالم متعلقة بعلم الآثار والعمارة والحدائق والفنون الضخمة والتاريخ. ومن المشاهد ذات الأهمية الوطنية:
- قصر هيتمان كيريلو رازوموفسكي هو قصر الهيتمان الوحيد الباقي في أوكرانيا. بُني في 1799-1803 بواسطة المهندس المعماري الاسكتلندي الشهير تشارلز كاميرون.
- يتميز منزل المحكمة العامة(منزل فاسيل كوتشوبي) في نهاية القرن السابع عشر؛ بهندسة معمارية باروكية أوكرانية نادرة؛ والتي نجت حتى يومنا هذا.
- كنيسة القيامة- قبر هيتمان كيريلو روزوموفسكي، 1803- كنيسة نادرة؛ لقبر أوكراني لرجل دولة من عصر القوزاق.
- برج الجرس لدير باتورين ميكولايف كروبيتسكي، 1823-1825- جزء من طاقم دير كروبيتسكي.
- نصب تذكاري لضحايا مأساة باتورين عام 1708 (2004)- أقيم تكريما لآلاف المدافعين والمدنيين في باتورين، الذين قُتلوا بأمر من القيصر الروسي بيتر الأول؛ انتقاما لتحالف هيتمان مازيبا الأوكراني مع الملك السويدي كارل الثاني عشر.[1]

## التاريخ
يوجد 4 متاحف في المحمية.
منذ عام 2003، تحت رعاية فيكتور يوشتشينكو، تم إجراء ترميم على نطاق واسع لآثار المحمية في باتورين. تم ترميم المعالم المعمارية- بيت القاضي العام فاسيل كوتشوبي، وكنيسة القيامة، وقصر كيريلو روزوموفسكي. المجمع المعماري والنصب التذكاري "قلعة باتورين فورتريس".

## المتاحف
- متحف باتورين للآثار
- قلعة حصن باتورين
- بيت القاضي العام فاسيل كوتشوبي
- قصر رازوموفسكي

## معرض الصور

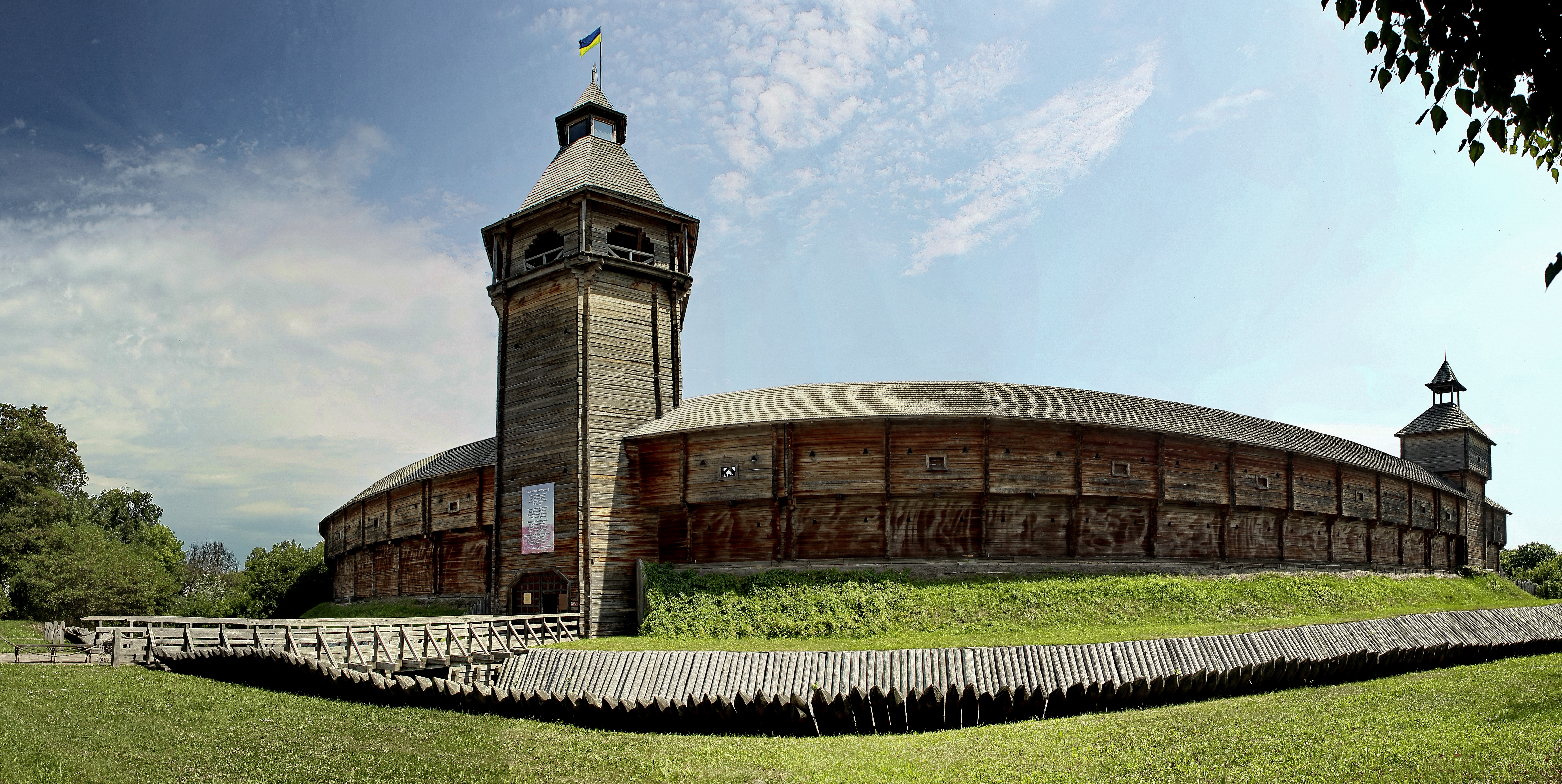
قلعة باتورين فورتريس
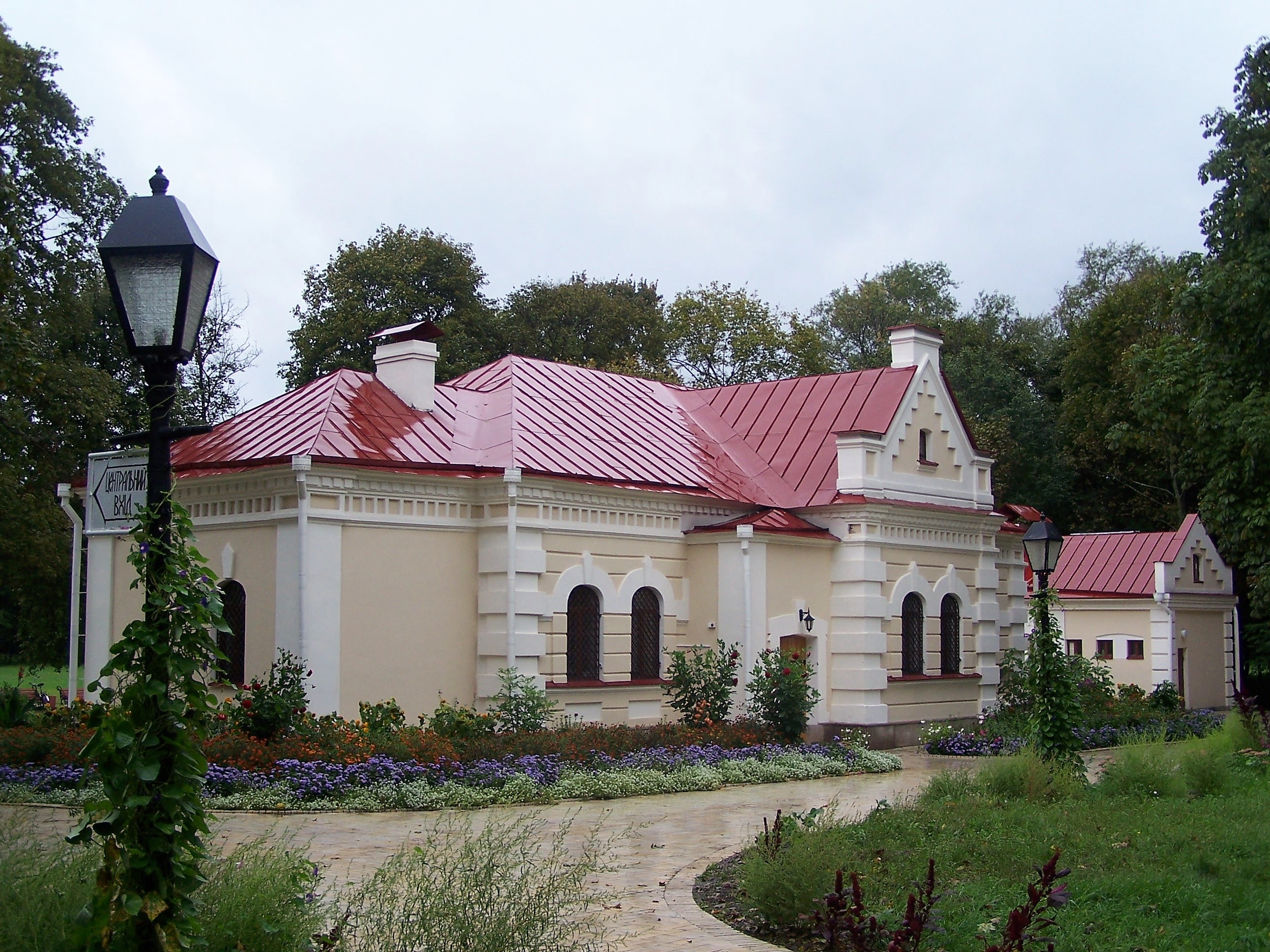
منزل القاضي العام فاسيل كوتشوبي، نهاية القرن السابع عشر.
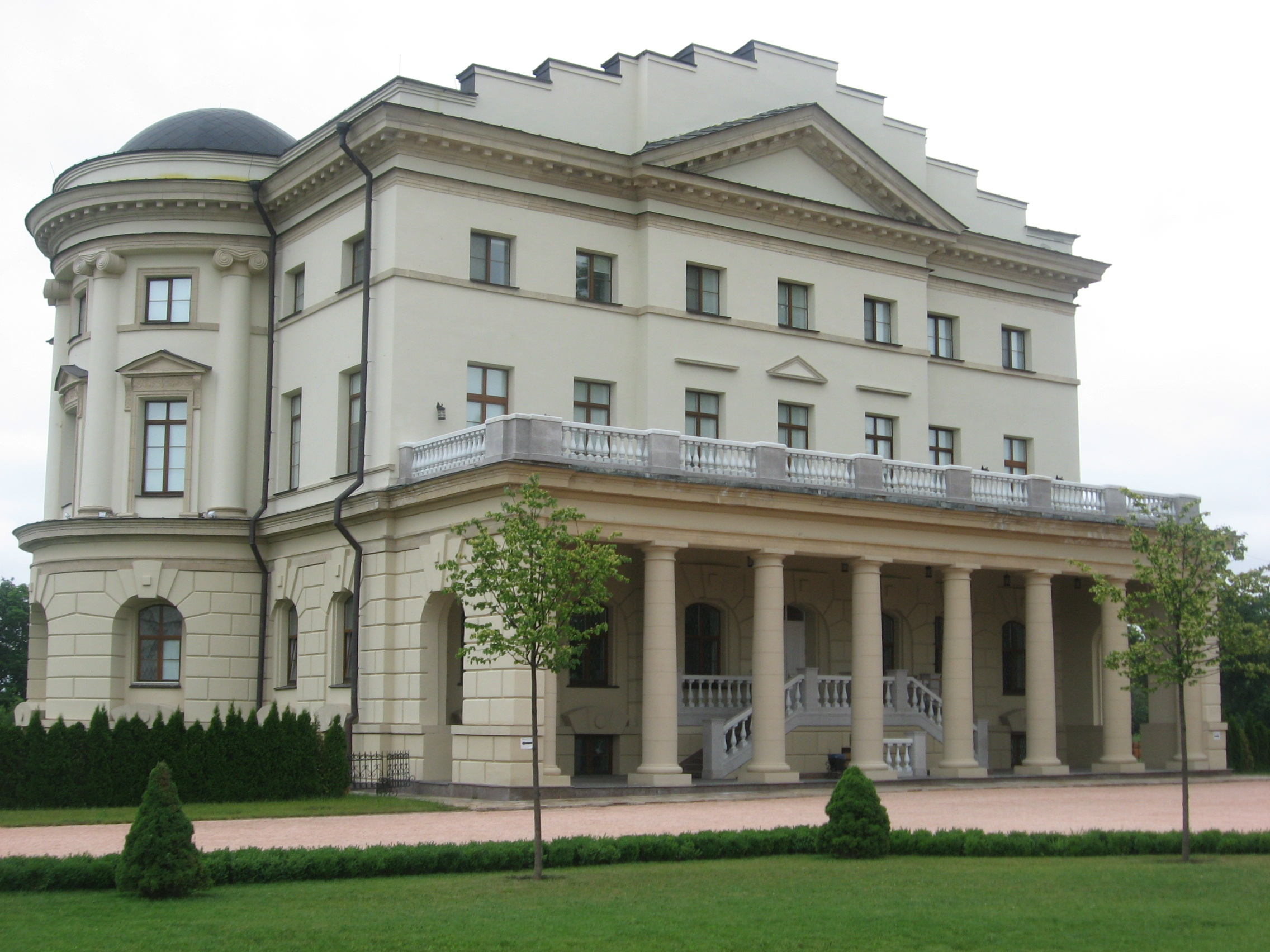
قصر هيتمان كيريل روزوموفسكي.
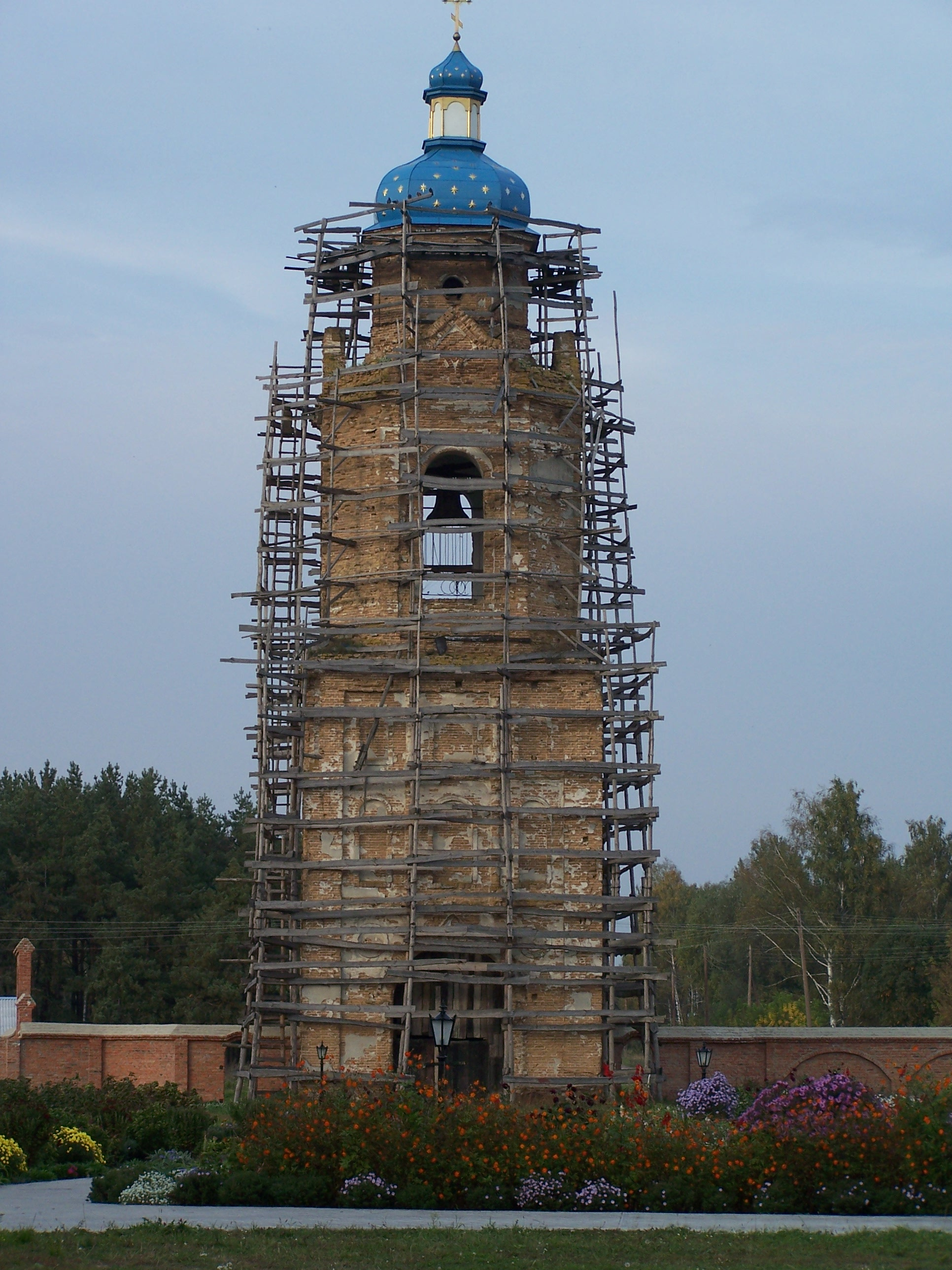
برج الجرس في دير باتورين ميكولايف كروبيتسكي، 1823-1825.
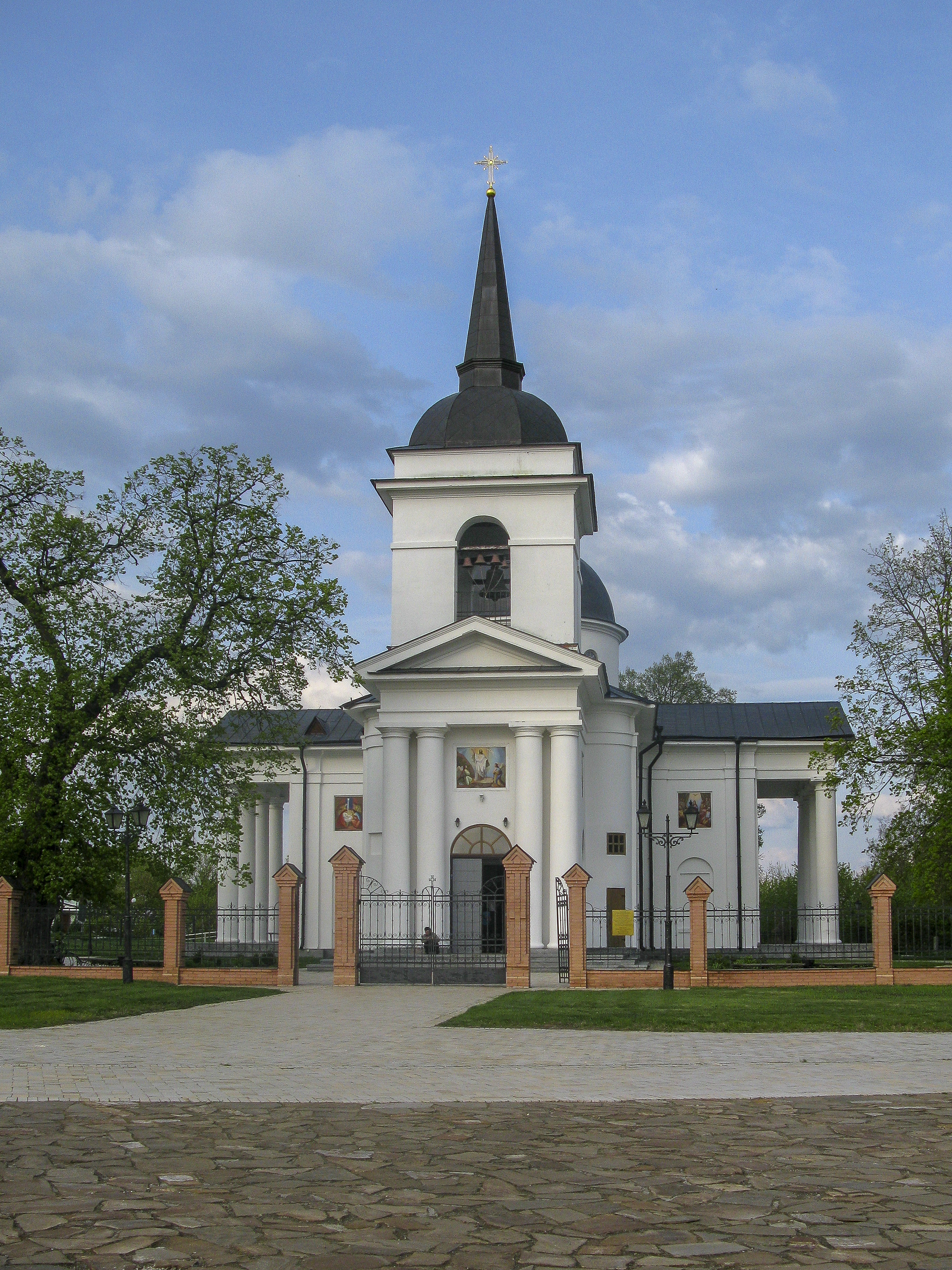
كنيسة القيامة- قبر هيتمان ك. رازوموفسكي، 1803.